# Walter Wilkinson
Walter Wilkinson (ur. 2 listopada 1944) – brytyjski lekkoatleta, średniodystansowiec.
Startując w reprezentacji Anglii zajął 4. miejsce w biegu na milę na Igrzyskach Imperium Brytyjskiego i Wspólnoty Brytyjskiej w 1966 w Kingston. Jako reprezentant Wielkiej Brytanii zajął 11. miejsce w biegu na 1500 metrów na mistrzostwach Europy w 1966 w Budapeszcie.
Zdobył brązowy medal w biegu na 1500 metrów na europejskich igrzyskach halowych w 1969 w Belgradzie, przegrywając jedynie z Edgardem Salvé z Belgii i Knutem Brustadem z Norwegii. Odpadł w eliminacjach tej konkurencji na halowych mistrzostwach Europy w 1970 w Wiedniu. Na kolejnych halowych mistrzostwach Europy w 1971 w Sofii zajął 7. miejsce na tym dystansie, a na halowych mistrzostwach Europy w 1975 odpadł na nim w eliminacjach.
Był mistrzem Wielkiej Brytanii (AAA Championships) w biegu na 1500 metrów w 1970, wicemistrzem w biegu na milę w 1966 i 1968 oraz brązowym medalistą w biegu na milę w 1965 i w biegu na 1500 metrów w 1969. W hali był mistrzem Wielkiej Brytanii w biegu na 1500 metrów w 1969 i 1970, wicemistrzem w biegu na milę w 1967 oraz w biegu na 1500 metrów w 1968, 1971, 1974 i 1975, a także brązowym medalistą w biegu na milę w 1966 oraz w biegu na 1500 metrów w 1973 i 1977.
Jego rekord życiowy w biegu na 800 metrów wynosił 1:48,4, w biegu na 1500 metrów 3:41,0 (ustanowiony 21 września 1970 w Warszawie), a w biegu na milę 3:56,6 (31 maja 1971 w Leicester).